# August Schiebe
August Schiebe (* 2. Oktober 1779 in Straßburg; † 20. August 1851 in Straßburg) war ein deutscher Kaufmann, Autor und einer der bedeutendsten deutschsprachigen Handelsschul-Pädagogen des 19. Jahrhunderts. Die Errichtung der Leipziger Handelslehranstalt war zwar nicht seine Idee, doch er hat als erster Schulleiter und in 19-jähriger konsequenter Arbeit der Schöpfung der dortigen Kramer-Innung zu durchaus europäischer Reputation verholfen.

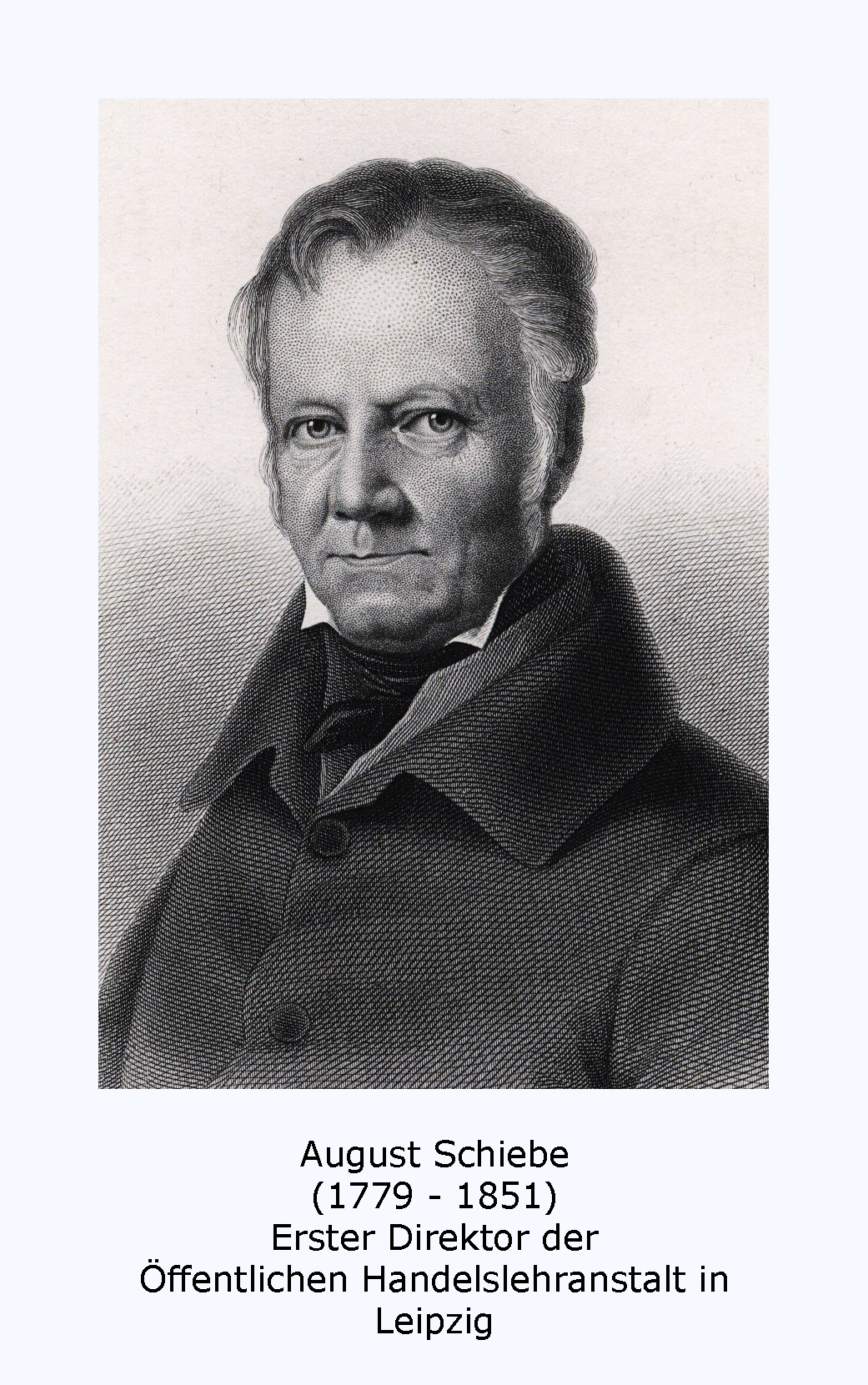
Porträt

## Leben
Beruflich begann Schiebe als Kaufmann in Straßburg und Frankfurt/M.
1831 wurde er Direktor der Handelslehranstalt in Leipzig und machte diese zur hervorragenden Anstalt.
Schiebe, der bereits mit zwölf Jahren vaterlos geworden war, hatte in Straßburg die Schrecknisse der französischen Revolution kennen gelernt. 1794 ist er als Gymnasiast zur Straßburger Nationalgarde eingezogen und zur Verteidigung Kehls gegen die Österreicher eingesetzt worden. „Die Absicht, Medizin zu studieren, konnte er, da seine Mutter durch die Entwertung des Papiergeldes ihr Vermögen verloren hatte, nicht ausführen. Er trat daher nach Absolvierung des Gymnasiums in ein Straßburger Handelshaus ein, das ihm aber wenig Gelegenheit zur Erlernung seines Berufs bot. Nach der Lehrzeit war er in mehreren Häusern, insbesondere auch in einem Frankfurter Bankhaus tätig, wo sich ihm ein bedeutender Wirkungskreis eröffnete. Fortwährend an seiner Ausbildung arbeitend, hatte er reiches Material aus der Geschäftspraxis für schriftstellerische Arbeiten erworben, und dadurch erwachte in ihm die Neigung zum Lehrfach. Er begann in Straßburg, wohin er 1807 zurückgekehrt war, mit Privatunterricht an junge Kaufleute, der bald so geschätzt wurde, dass Schiebe seit 1812 sich ausschließlich mit Unterrichten abgab und 1817 in Verbindung mit mehreren Lehrern eine (private) Handelsschule eröffnete, die freilich unter der Ungunst der folgenden Jahre nicht lange bestehen konnte (Schiebe gab sie bereits im August 1819 wieder auf; d. Verf.). Er war dann als kaufmännischer Schriftsteller tätig, wurde von der Regierung als Schiedsrichter herangeholt...“
In der Frühzeit des mittelstandsfeindlichen Neuhumanismus hat die Leipziger Kramer-Innung mit ihrer neuartigen „Handels-Lehranstalt“ ein Zeichen bürgerlicher Selbstbehauptung gesetzt: „Die Mangelhaftigkeit der gewöhnlichen Schulanstalten“, so heißt es in einer anonym erschienenen ‚Ankündigung’, „hat fast in allen bedeutenden Orten Anlass zu besonderen Instituten gegeben, wo man das lernen kann, was in den meisten Gegenstand des Lehrvortrags sein sollte. Zu diesen lassen sich auch die Handels-Institute rechnen, welche jetzt um so nothwendiger sind, je mehr man vom Kaufmann Kenntnisse zu fo(r)dern sich berechtigt hält“
Im Herbst 1830 muss Schiebe – im 51. Lebensjahr – nach Leipzig gekommen sein, um die Idee der Kramer-Innung mit Leben zu erfüllen und dank seiner Kenntnisse und Fähigkeiten zum Durchbruch zu verhelfen. Jedenfalls fand am 23. Januar 1831 im Kramerhaus trotz der seinerzeit in der Stadt herrschenden Cholera die feierliche Eröffnung der neuen Lehranstalt mit 65 Schülern in der „Lehrlingsabteilung“ und 5 Schülern in der „Höheren Abteilung“ statt. Bis Ostern hatten sich diese Zahlen aufgrund neuer Anmeldungen bereits auf 89 respektive 42 Schüler erhöht. Für das Schuljahr 1849/50 sind 44 Schüler für die „Lehrlingsabteilung“ und 79 für die „Höhere Abteilung“ überliefert.
Die Frequenz in der „Lehrlingsabteilung“ (eine kaufmännische „Fortbildungsschule“ späteren Sprachgebrauchs), die zwischenzeitlich auf 34 Schüler gesunken war, zeigt, dass dieser Schulzweig das „Schmerzenskind“ Schiebes gewesen ist. Schon damals haben die Prinzipale nämlich ihre Lehrlinge nur widerwillig für die Schule freigestellt. Die „Höhere Abteilung“ (als zweite „Hauptabteilung“) war für Jünglinge, „die nicht in Handelshäusern angestellt, aber für den Kaufmannsstand, oder zu einem höhern verwandten Gewerbe bestimmt waren“. Sie war also nach heutigen Sprachgebrauch eine dreijährige Berufsvorschule (in Vollzeitform), in die gemäß den Statuten vom 23. Januar 1831 Jünglinge mit „zurückgelegtem“ 14. Lebensjahr aufgenommen werden konnten.
Allerdings gab es hier wegen des unterschiedlichen Alters, der z. T. großen Differenzen in der Vorbildung und auch wegen der unterschiedlichen Nationalitäten (wobei hiermit die verschiedenen deutschen Staaten gemeint waren) der Zöglinge sehr große Schwierigkeiten bei der Gestaltung eines „abgeschlossenen Lehrganges“, wie Wolfrum hervorhebt (S. 23). Bis 1863 seien in den gedruckten Jahresberichten „keinerlei Angaben über den Unterrichtsstoff jeder Klasse und die Lehrziele zu finden“. Die so gewahrten Handlungsspielräume hat Schiebe geschickt für ständige Improvisationen genutzt, mit denen er die unterschiedlichen Leistungsniveaus ausgleichen und dennoch den Lernfortschritt einer ganzen Klasse gewähren konnte.
Die „höhern Lehrkurse im Handelsfache“ hat Schiebe selbst übernommen. „Haben die Zöglinge alle Theile der Kontorwissenschaft einzeln aufgefaßt“, so heißt es in der „Ankündigung“ weiter, „so werden Kontore unter Anleitung des Direktors gebildet, und in jedem derselben unter angenommenen Handelsnamen ein fingirtes Geschäft zum Grunde gelegt, damit die Zöglinge sich in den praktischen Arbeiten im Zusammenhange ausbilden und die Führung, so wie den Gang eines Geschäfts, gehörig lernen können“ (S. 654).
Der bekannteste Schüler an der Öffentlichen Handelslehranstalt, und das zu Zeiten Schiebes, war der jüdische Kaufmannssohn Ferdinand Lassalle (1825–1864) aus Breslau, der – fünfzehnjährig – auf Wunsch seines Vaters 1840/41 die „Höhere Abteilung“ besucht hat. Nach der Einstufung in die zweite Klasse der „Höheren Abteilung“ schrieb Lassalle in sein Tagebuch: „Wer war glücklicher als ich.“ Diese positiven Eindrücke sollten aber schnell ins Gegenteil umschlagen. Es gab Streit um die Bücher, die er in der Schulbibliothek ausleihen wollte, Streit mit seinen „Gasteltern“ und Mitschülern und Auseinandersetzungen mit Direktor Schiebe, von dem er glaubte, dass er ihn hasse. Und der Lehrer Friedrich Ernst Feller (1802–1859) bezeichnete Lassalle gar als „gefährlich“. Und so endete Lassalles Aufenthalt an der Leipziger Handelslehranstalt vorzeitig.
Die Disziplin an der Schule zu Zeiten Schiebes war streng, aber „keineswegs ... so tyrannisch als man dieselbe von manchen Seiten verschrieen hat“. Da die „Zöglinge“ „aus allen Gegenden der Welt“ kamen, wären „kleinere oder größere Reibereien der verschiedenen Nationalitäten“ ohne die Autorität des Direktors nicht zu verhindern gewesen. Wegen dieser „gewissenhaften Strenge, mit welcher man über das sittliche Verhalten der Schüler wachte“, wegen der „guten Erfolge seiner Lehrmethode“, aber wohl zuallererst wegen der umfangreichen und erfolgreichen schriftstellerischen Tätigkeit des Schulleiters (kurz: wegen seiner enormen Schaffenskraft) verbreitete sich der gute Ruf der Anstalt schnell.
Und allerorten geschätzte Handelsfachlehrer „seiner“ Schule taten ein Übriges. Genannt seien Friedrich Ernst Feller (1802–1859), Carl Gustav Odermann (1815–1904) und Carl August Noback (1810–1870), die Schiebes Vorstellungen von der Organisation einer kaufmännischen Vollzeitschule über Sachsen hinaus verbreitet haben.
Im Dezember 1849 wurde Schiebe von einer „heftigen Krankheit“ („Brustwassersucht“, wahrscheinlich infolge eines Herzfehlers; d. Verf.) befallen, so dass er bereits im Februar 1850 um die Enthebung aus seinem Amt bitten musste. Dem hat der Schulvorstand mit einer großzügigen Pensionszusage entsprochen, so dass Schiebe bereits Ende Mai 1850 mit seiner Familie nach Straßburg zurückkehren konnte. Seinen baldigen Tod (im Alter von 71 Jahren) hat man in Leipzig zu der Zeit bereits erwartet.
Schiebe hat keinen (gedruckten) „Beitrag“ zu einem „kaufmännischen Lehrplan“ hinterlassen. Blickt man aber auf die Liste seiner Schulbücher, wird sofort deutlich, dass für ihn die „Contorwissenschaft“ im Vordergrund schulischen Handelns stand, also die Buchhaltungslehre, die Korrespondenzlehre und die „Lehre von den übrigen schriftlichen Arbeiten und Aufsätzen“ (Universal-Lexikon, Bd. 1, S. 330). Er konzentrierte sich also auf das Sichtbare des kaufmännischen Handelns. Doch Wirtschaften heißt doch in letzter Konsequenz, dass Entscheidungen über knappe Ressourcen zu treffen sind. Auf die Behandlung des quasi Nicht-Sichtbaren des kaufmännischen Handelns verzichtete Schiebe allerdings. Etwas Derartiges zu schaffen, so schreibt er, sei „eine Aufgabe, die schwer zu lösen sein möchte“ (Universal-Lexikon, Bd. 2, S. 33). Das ist aus heutiger Sicht nur schwer zu verstehen, ist doch noch zu seiner Zeit die vierte Auflage der „Vollständige(n) Handelswissenschaft oder System des Handels“ von Johann Michael Leuchs erschienen (Nürnberg 1839).
Und noch zwei Hinweise sind wichtig: (1) Dieses Schiebesche Denken hat bis in die Anfangszeit der Handelshochschule Leipzig nachgewirkt. (Erinnert sei an Professor Robert Stern (1855–1930) und dessen umstrittenes „Muster-Kontor“, von dem er noch in der Entstehungsphase der „neuen“ Betriebswirtschaftslehre nicht lassen wollte, die freilich ihren ihr erst von Eugen Schmalenbach (1873–1955) verliehenen Namen noch nicht besaß.) (2) Wegen seiner Bedeutung unter den Handelsschul-Pädagogen des 19. Jahrhunderts hat Schiebes Verzicht auf die Entwicklung einer „Handelsbetriebslehre“ zu dem geführt, was spätere Historiographen der BWL-Geschichte als „Verflachung“ der „Handlungswissenschaft“ (des 18. Jahrhunderts) zur „Handelswissenschaft“ (des 19. Jahrhunderts) bezeichnen sollten. Wenn man aber akzeptiert, dass die Betriebswirtschaftslehre das „Leitfach“ in der kaufmännischen Berufsausbildung ist, dann ist für Schiebe kein Platz mehr: Er stand der „Modernisierung“ im Wege.

## Werke
- 24 Briefe mit Mittermaier in der Zeit von 1834 bis 1850 (Leipzig)
- Universal-Lexikon der Handelswissenschaften, herausgegeben von August Schiebe. Fleischer/Schumann, 3 Bände, Leipzig und Zwickau 1837–1839
- Die Lehre der Wechselbriefe, theoretisch und praktisch dargestellt, Frankfurt 1818 (3. Auflage Grimma 1844)
- Lehrbuch des Handelsrechts mit Ausnahme des Seerechts, Leipzig 1837–1839, 3 Bände
- Die Kontorwissenschaft mit Ausnahme des Briefwechsels und der Buchhaltung, Frankfurt 1820, 2 Bände (2. Auflage Grimma 1867, 2 Bände)
- Kaufmännische Briefe, Frankfurt 1824 (2. Auflage Grimma 1867, 2 Bände)
- Auswahl deutscher Handelsbriefe für Handelsschulen mit einer. franz., engl., ital. und span. Übersetzung der in der Brief vorkommenden Fachausdrücke, Zusammenarbeit mit Carl Gustav Odermann, Leipzig: Gebhardt, 1915, 13. Aufl., Bearbeitung von A. Adler
- Kaufmännische Briefe mit der nötigen Erklärung und einer französischen Uebersetzung der üblichsten, im Handel vorkommenden Wörter und Wendungen, Frankfurt/M. 1825 (Mit der sechsten Auflage erreichte das Buch bereits 1848 eine Gesamtauflage von „mehr als 10.000 Exemplaren“.)
- Lehrbuch der Contorwissenschaft, 2. Bände, Frankfurt/M. 1830 (Vor der 7. Auflage des 1. Teils (Leipzig 1871) befindet sich ein Stahlstich-Portrait Schiebes.)
- Worte, gesprochen am 23. Januar 1831 bei der Eröffnung der öffentlichen Handels-Lehranstalt, Leipzig 1831
- Erste Jahresfeier der öffentlichen Handelslehranstalt zu Leipzig, verbunden mit einer Einweihung des ihr eingeräumten Hauses am 22. Januar 1832, Leipzig 1832
- Über die Entstehung der kaufmännischen Buchhaltung, 1832
- Lehrbuch der kaufmännischen Arithmetik, Leipzig 1834
- Die Lehre von der Buchhaltung, theoretisch und praktisch dargestellt, Grimma 1836
- Die Lehre von den Handelsgesellschaften (nach französischen Quellen), Leipzig 1841
- Nachrichten über die Gründung der öffentlichen Handels-Lehranstalt zu Leipzig, deren Fortgänge und Wirken. In: Einladungsschrift zur Prüfung in der Oeffentlichen Handels-Lehranstalt zu Leipzig, Leipzig 1840, S. 3–16
- Die Lehre von der Buchhaltung, theoretisch und praktisch dargestellt, Grimma 1836
- Correspondenz über kaufmännische Rechtsfälle nebst den Entscheidungen, Leipzig 1844